# چشم‌ها دروغ نمی‌گویند (ترانه)
«چشم‌ها دروغ نمی‌گویند» تک‌آهنگی از خواننده استرالیایی تونز اند آی است. این ترانه در ۱۷ مارس ۲۰۲۲ از طریق Bad Batch Records منتشر شد. همچنین توسط Sony Music در استرالیا و نیوزیلند و در سطح جهانی توسط الکترا رکوردز به‌عنوان قطعهٔ اصلی دومین آلبوم استودیویی این خواننده منتشر شد.